# Сьомга
Сьомгата е несистематична група риби от семейство Пъстървови (Salmonidae). Обикновено сьомгата мигрира, като хвърля хайвера си в сладководни басейни, а след известно време малките се преместват в океана.
Масата ѝ достига до 38 kg, но обикновено се ловят екземпляри по 15 – 20 kg. Сьомгата е проходна риба – размножава се в горното течение на чистите планински реки, но по-голямата част от живота си прекарва в морето. Женските снасят от 18 до 40 хиляди хайверни зърна. Малките достигат полова зрялост на 3 – 5 години.
Сред видовете сьомга са:
В Атлантическия океан
- Атлантическа сьомга (Salmo salar)

В Тихия океан
- Японска сьомга (Oncorhynchus masu)
- Кралска сьомга (Oncorhynchus tshawytscha)
- Куча сьомга (Oncorhynchus keta)
- Сребриста сьомга (Oncorhynchus kisutch)
- Горбуша (Oncorhynchus gorbuscha)
- Червена сьомга (Oncorhynchus nerka)
- Розова сьомга[2] (Oncorhynchus rhodurus)